# 貝爾蒙特鎮區 (堪薩斯州金曼縣)
貝爾蒙特鎮區（英語：Belmont Township）為美國堪薩斯州金曼縣轄下的鎮區。2010年美国人口普查中此鎮區人口有49人。

## 地理
貝爾蒙特鎮區涵蓋總面積為95.2平方（36.77平方英里），其中陸地面積為95.2平方（36.76平方英里），水域面積為0.026平方（0.01平方英里）或0.03%。海拔高度477（1,565英尺）。

## 人口統計
根據2010年美國人口普查，貝爾蒙特鎮區人口有49人，其中男性有23人，女性有26人，人口密度為每平方公里0.51人，住房計33戶。鎮區內的白人有49人，非裔美國人有0人，美洲原住民有0人，亞裔美國人有0人，太平洋島裔美國人有0人，其他種族有0人，混血種族則有0人。此外鎮區內有0人為西班牙裔或拉丁裔美國人。此鎮區之年齡中位數為55.1歲，而男性年齡中位數為57.3歲，女性年齡中位數為52.7歲。